# Mecklenburg-Schwerin
Mecklenburg-Schwerin egy német történelmi állam a mai Mecklenburg-Elő-Pomeránia területén.

## Történelem

### A hercegség (1621–1815)

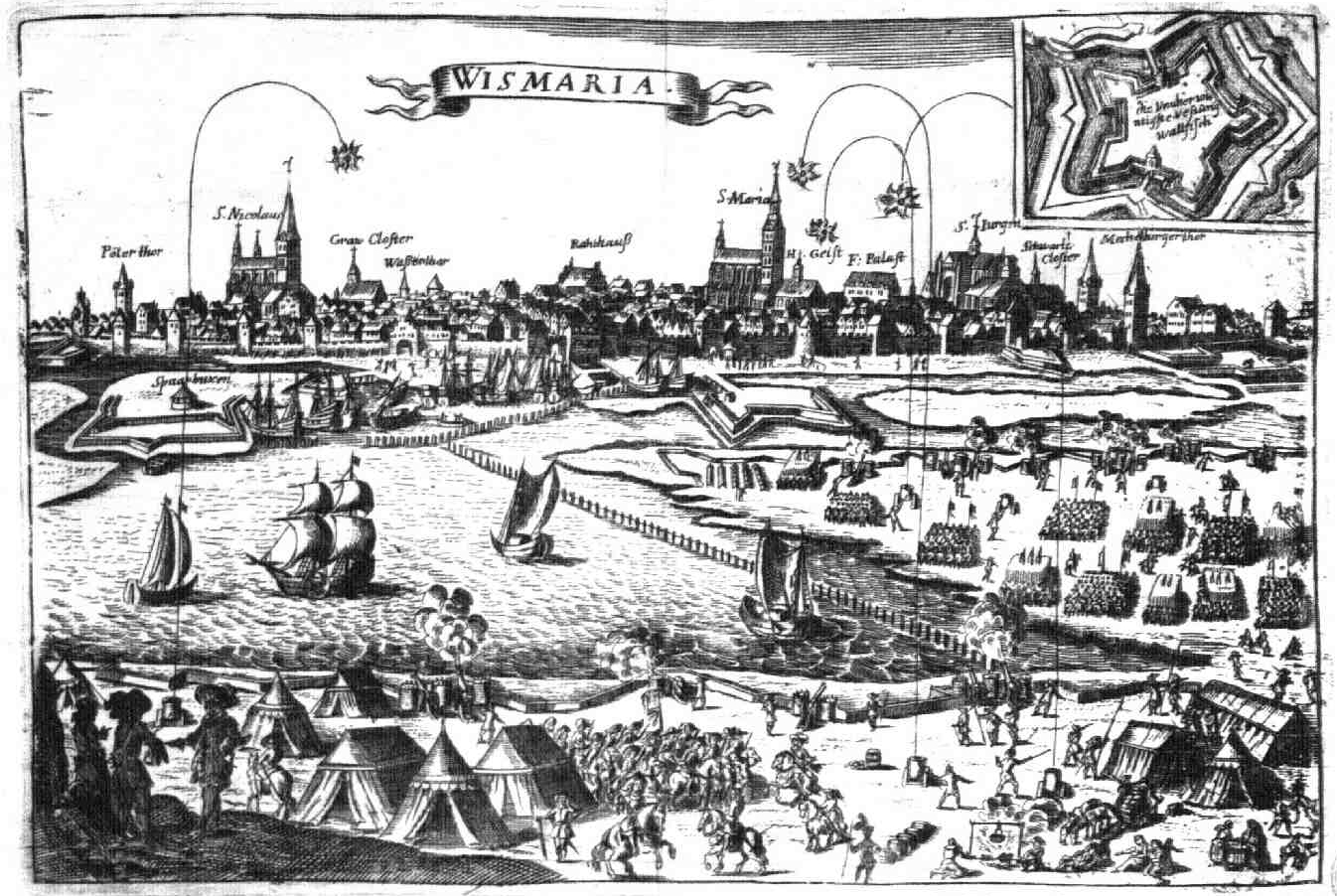
Wismar dániai ostromlása egy 1675-ös szórólapon

A hercegséget 1621-ben alapították, amikor a testvérek I. Adolf Frigyes és II. János Albert megosztották egymással Mecklenburgot egy schwerini és egy güstrowi részbe. 
Ezt a hatalommegosztást a birodalmi törvény nem ismerte el.A két vonal azonban egy közös országgyűlést (Landtag) tartott fenn, amely felváltva Strenbergben és Malchinban gyűlj össze.
I. Adolf Frigyes 1623-ban csatlakozott az alsó-szászországi körzeti védekező szövetségéhez, és megpróbálta semleges maradni a háborúban. Titokban azonban támogatta IV. Keresztély dán király csapatait, és ezért a császár ellenségként kezelték őt lutteri csatában után. Úgy Albrecht von Wallenstein 1628. január 19-én mecklenburgi kormányzó, majd 1629. június 16-án herceg lett és Güstrow lett a főváros.
II. Gusztáv Adolf svéd király 1630 őszén Mecklenburg nagy részeit elfoglalták, kivéve Rostock és Wismar erődített kikötővárosát.A Wallenstein 1631 májusában történt bukása után Adolf Frigyes a svéd csapatok segítségével visszatért. Ennek érdekében átmenetileg Wismar, Poel, Neukloster és Warnemünde Svédországhoz került, Warnemünde kivételével, 1648-ban a Vesztfáliai békessége révén határozottan marat Svédországnál, míg a schwerini és a ratzeburgi püspökség  Adolf Frigyesének birtoka lett.
A svéd területeknek a Német-római Birodalomban 1652 és 1802 között Wismar volt a legfelsőbb svéd bíróságnak (svédül: Wismarska tribunalet) a székhelye.

#### A Mecklenburg–Güstrowi Hercegség megosztása után

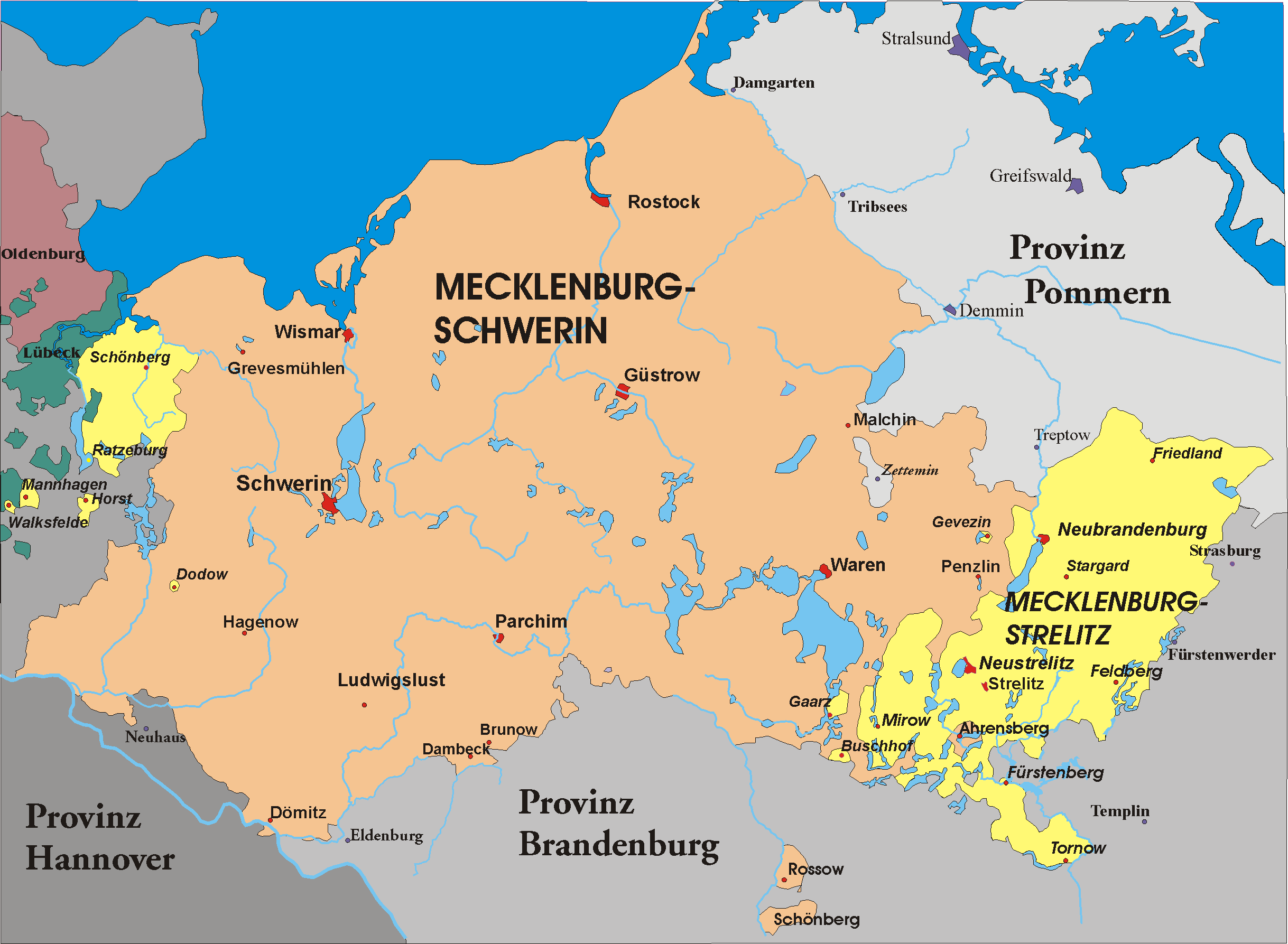
Mecklenburg-Schwerin

Gusztáv Adolf mecklenburg-güstrowi herceg halála 1695-ben utódlási válsághoz vezetett Mecklenburg-Güstrowban. II. Adolf Frigyes, Gusztáv Adolf vője, a részhercegséget magának követelte és
I. Frigyes Vilmos  csatolta a részhercegséget. 1701 megosztották az güstrowi hercegséget. Úgy a Mecklenburg-Strelitzi hercegséget alapították és a Mecklenburg-Schwerini hercegség nagyobb lett (Hamburger Erbvergleich / Hamburg öröklési megállapodás) és bevezették a primogenitúrát.
1713-ban konfliktusok merültek fel Károly Lipót herceg és a mecklenburgi nagybirtokosság között, 1717-ig tartott. A herceg Dömitzbe menekült, majd külföldre. 1719-ben VI. Károly császár kinevezte György Lajos hannoveri választófejedelemet mint az alsó-szászországi körzet igazgatója és I. Frigyes Vilmos porosz királyt kormányzóknak (Reichsexekution). György Lajos halála után Károly Lipótot 1728-ban a birodalmi udvari tanács (Reichshofrat) lementették testvére, II. Keresztyén Lajos javára.
II. Keresztyén Lajos és III. Adolf Frigyes mecklenburg–strelitzi herceg 1748-ban megpróbálták feloszlatni Mecklenburg összállamát. Ez a terv a nagybirtokosság ellenállása miatt nem sikerült. 1755-ben egész Mecklenburg (Ratzeburg nélkül) alkotmányt (Landesgrundgesetzlichen Erbvergleich) kapott. 
A hétéves háború alatt harcokat folytattak a Mecklenburg területén is.
Viták Rostockkal után 1760-ban Frigyes herceg egy pietizmusi egyetemet alapított Bützowban. Az egyetemnak a négy klasszikus kar volt: teológiai, jogi, orvosi és filozófiai kar, tehát teljes egyetem volt. Létezésének majdnem három évtizede alatt 779 hallgató – többnyire mecklenburgiék – beiratkozott. A bützowi egyetemet 1789 áprilisában újra egyesítették a Rostocki Egyetemmel.
1764-ben a herceg áthelyezett a rezidenciát Schwerinből Ludwigslustba.
1803-ban Svédország eladta 1 250 000 királyi dinárért (Riksdaler) Wismart, Poel szigetet és Neuklostert Mecklenburg-Schwerinnek, de megtartotta a visszavásárlás jogát 100 év elteltével. Emiatt Wismar nem képviseltethette magát a Mecklenburgi országgyűlésen csak 1897-től.
1806 decemberében a francia csapatok elfoglalták Mecklenburgot, és I. Frigyes Ferenc elmenekült a dániai Altonába. I. Sándor cár elérte Napóleonnal a herceg visszatérését, aki 1808. március 22-én a Rajnai Szövetség tagja lett és 1813. március 14-én elhagyta a szövetséget. November 12-én az utolsó francia katonák távoztak Mecklenburgból.

### A nagyhercegség (1815–1918)

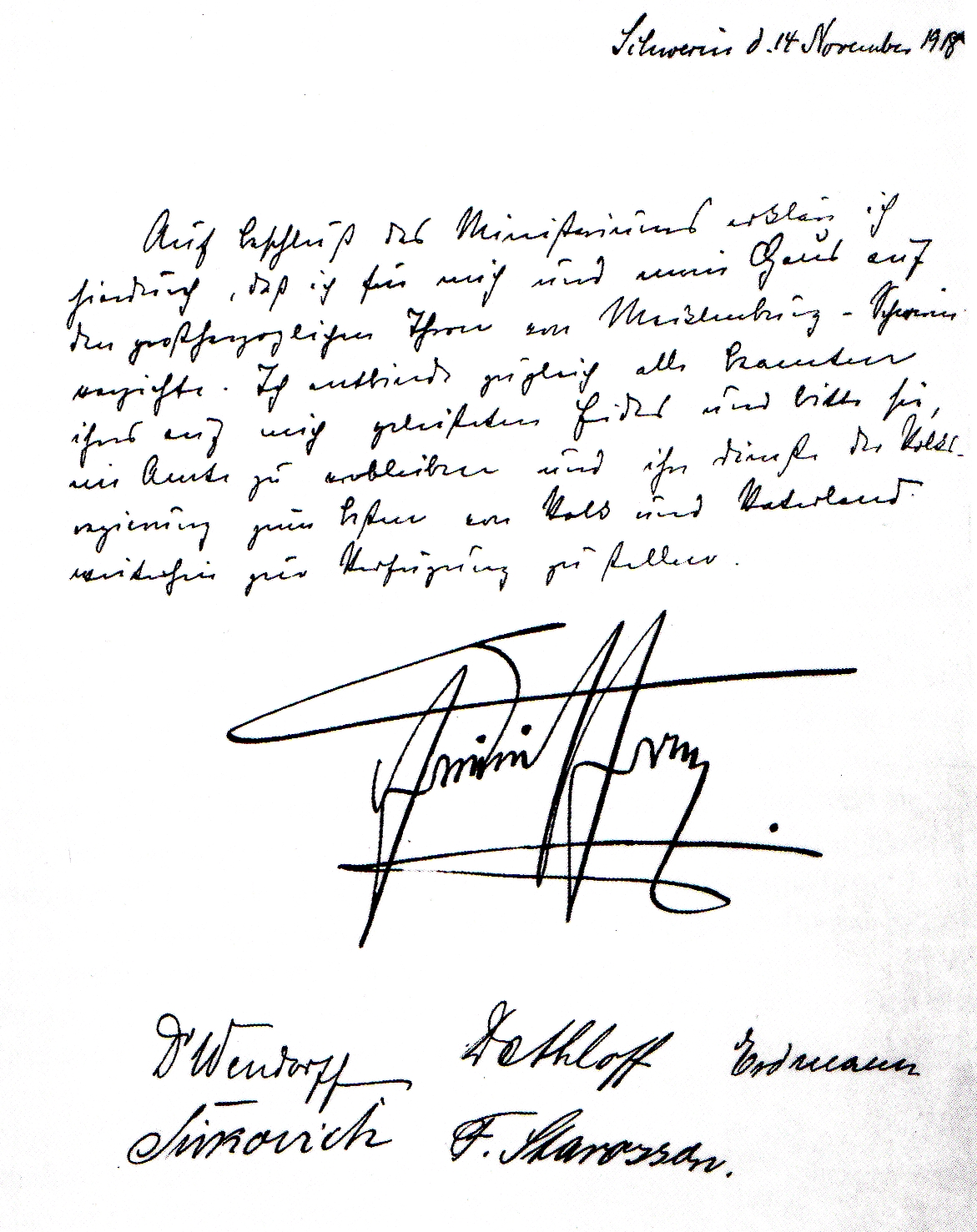
IV. Frigyes Ferenc 1918. november 14-i lemondási oklevél

Frigyes Lajos mecklenburg–schwerini trónörökös herceg elérte a bécsi kongresszuson, hogy a saját apja a nagyhercegi címet kaptak. A mecklenburgi terület bővitese Svéd-Pomerániával nem sikerült. 
Strenbergban az (össz-)mecklenburgi országgyűlés (Landtag) 1819 őszén döntött a jobbágyság megszüntetéséről.
1837-ben Pál Frigyes visszahelyezte a rezidenciát Schwerinbe.
A Porosz–osztrák–olasz háborúban mindkét mecklenburgi nagyhercegség Poroszország szövetségesei voltak, de alig küldött katonák.
1867-ben a két nagyhercegség belépett az Északnémet Szövetségbe, majd 1871-ben a Német Császárság része lett.
1903-ban Svédország véglegesen lemondott Wismarról.
VI. Adolf Frigyes  1918 február 23-i öngyilkossága után IV. Frigyes Ferenc szintén Mecklenburg-Strelitz kormányzója vált, mert az 1701-es öröklési megállapodás szerint az örökös volt. A novemberi forradalom során november 14-én Frigyes Ferencnek le kellett mondani a trónról.

### A szabadállam (1918–1933)
A schwerini és a strelitzi szabadállam külön parlamenteket tartott fenn, de közös legfelsőbb bíróságot (Oberappellationsgericht) tartott.
A közigazgatási struktúra a következő volt:
| 1. Güstrow 2. Rostock 3. Schwerin 4. Wismar | 1. Boizenburg 2. Bützow 3. Dargun 4. Doberan 5. Grabow 6. Grevesmühlen 7. Güstrow 8. Hagenow 9. Lübz 10. Ludwigslust 11. Malchin 12. Neustadt 13. Parchim 14. Röbel 15. Rostock 16. Schwerin 17. Stavenhagen 18. Warin 19. Waren 20. Amt Wismar |

1934. január 1-jétől egységes lett Mecklenburg tartománya (németül: Land Mecklenburg).

### Uralkodók

#### Hercegek
|  | - 1621–1628: I. Adolf Frigyes - 1628–1631: Albrecht von Wallenstein - 1631–1658: I. Adolf Frigyes - 1658–1692: I. Keresztény Lajos - 1692–1713: I. Frigyes Vilmos - 1713–1747: Károly Lipót - 1747–1756: II. Keresztyén Lajos - 1756–1785: Frigyes - 1785–1815: I. Frigyes Ferenc |

#### Nagyhercegek
|  | - 1815-1837: I. Frigyes Ferenc - 1837-1842: Pál Frigyes - 1842-1883: II. Frigyes Ferenc - 1883-1897: III. Frigyes Ferenc - 1897-1901: János Albert (régens) - 1897-1918: IV. Frigyes Ferenc |

### Államminiszterek (Staatsminister), miniszterelnök (Ministerpräsidenten)
|  | - 1918–1920: Hugo Wendorff, DDP - 1920–1921: Hermann Reincke-Bloch, DVP - 1921–1924: Johannes Stelling, SPD - 1924–1926: Joachim Freiherr von Brandenstein, DNVP - 1926–1929: Paul Schröder, SPD - 1929–1932: Karl Eschenburg, DNVP - 1932–1933: Walter Granzow, NSDAP - 1933: Hans Egon Engell, NSDAP |

## Fordítás
- Ez a szócikk részben vagy egészben  a   Mecklenburg-Schwerin című német Wikipédia-szócikk fordításán alapul.  Az eredeti cikk szerkesztőit annak laptörténete sorolja fel. Ez a jelzés csupán a megfogalmazás eredetét és a szerzői jogokat jelzi, nem szolgál a cikkben szereplő információk forrásmegjelöléseként.
- Ez a szócikk részben vagy egészben  a   Hertogdom Mecklenburg-Schwerin című holland Wikipédia-szócikk fordításán alapul.  Az eredeti cikk szerkesztőit annak laptörténete sorolja fel. Ez a jelzés csupán a megfogalmazás eredetét és a szerzői jogokat jelzi, nem szolgál a cikkben szereplő információk forrásmegjelöléseként.
- Ez a szócikk részben vagy egészben  a   Geschichte Mecklenburgs című német Wikipédia-szócikk fordításán alapul.  Az eredeti cikk szerkesztőit annak laptörténete sorolja fel. Ez a jelzés csupán a megfogalmazás eredetét és a szerzői jogokat jelzi, nem szolgál a cikkben szereplő információk forrásmegjelöléseként.